# Jaime III de Baden-Hachberg
Jaime III de Baden-Hachberg ou na forma aportuguesada Jacó III  (em alemão:  Jakob III von Baden-Hachberg; Pforzheim, 26 de maio de 1562 – Emmendingen, 17 de agosto de 1590) foi um nobre alemão, pertencente à Casa de Zähringen.
Após a partilha dos estados paternos, foi Marquês de Baden-Hachberg de 1584 até à sua morte. Luterano por nascimento, converteu-se ao Catolicismo.

## Biografia
Jaime era o segundo filho do marquês Carlos II de Baden-Durlach e de Ana do Palatinado-Veldenz. Aquando da morte do pai, em 1577, ele tinha apenas 14 anos, pelo que o governo dos estados paternos (a Marca de Baden-Durlach) foi entregue a uma regência composta por sua mãe, Ana, por Luís VI, Eleitor Palatino, pelo Duque Filipe Luís do Palatinado-Neuburgo e pelo Duque Luís III de Württemberg, o Piedoso.
Desde 1557, Jaime e o irmão mais velho, Ernesto Frederico, foram educados na corte do seu tutor, o luterano Duque Luís III de Württemberg. Jaime era particularmente interessado nos desenvolvimentos ciêntificos recentes, tendo estudado em Tubinga e Estrasburgo. Depois realizou um Grand Tour pela Itália e França.

### A divisão do país
Ao atingir a maioridade, em 1584, Jaime e o seu irmão mais velho, Ernesto Frederico, pretendiam partilhar o território e exercer um governo independente. Contudo, o testamento de Carlos II, proibia a divisão do país mas, por não ter sido assinado nem selado, a fragmentação do país foi autorizada pelos regente.
Jaime acabou por receber o senhorio de Hachberg, com a sua residência em Emmendingen tornando-se Marquês de Baden-Hachberg.
O irmão mais velho, Ernesto Frederico, recebeu o Baixo Baden, incluindo as duas cidades de Durlach e Pforzheim com o título de Marquês de Baden-Durlach. O irmão mais novo, Jorge Frederico, recebeu os senhorios de Rötteln e de Badenweiler, com o título de Marquês de Baden-Sausenberg.
Quando Jaime faleceu em 1590, Baden-Hachberg foi herdado pelo irmão mais velho que lhe sobreviveu. Mas em 1604, pela morte deste, sem descendência, os territórios de Baden-Durlach acabaram por ser reunificados pelo irmão mais novo, Jorge Frederico.

### A conversão
Os três irmãos seguiram diferentes caminhos na sua vida religiosa, apesar de todos terem sido educados na fé Luterana: Jorge Frederico, o mais velho, converteu-se ao Calvinismo; Jaime converteu-se ao Catolicismo; e Ernesto Frederico, o mais novo, permaneceu Luterano.
Em 1582, a conversão de Gebardo de Waldburg, o Arcebispo-Eleitor de colónia, ao Luteranismo originou a Guerra de Colónia entre Gebardo, que se recusou a entregar a Arquidiocese a Ernesto da Baviera, que fora eleito seu sucessor. Gebardo tentou converter a arquidiocese ao Luteranismo, aliando-se com a bonita Condessa Inês de Mansfeld-Eisleben. Nesta guerra, Jaime lutou sob o comando do general Alexandre Farnésio que comandava os exércitos espanhóis. Mais tarde serviu sob o comando do Duque Carlos III da Lorena, também um católico.
Em 1582, com 22 anos, o Marquês Jaime III casou com a condessa Isabel de Culemborg-Pallandt, na altura com 16 anos, única herdeira de uma enorme fortuna. O casamento foi feliz e nasceram quatro filhos. Mas foi uma umião curta que durou apenas 6 anos. Em 1588, o casal deixou o castelo de Hochburg e instalou-se no castelo de Emmendingen. A 1 de janeiro de 1590, Jaime elevou a cidade a até aí vila que se destacava pelo seu mercado.
Durante este período de grande divisão religiosa, Jaime observou atentamente os três campos religiosos da região: Católicos, Luteranos e Calvinistas.  Em 1589 e 1590, ele patrocinou dois colloquium , o primeiro em Baden-Baden, e o segundo em Emmendingen, entre teólogos luteranos e católicos. Em Emmendingen, o lado luterano era chefiado por Johannes Pappus de Estrasburgo, e o católico pelo capelão do próprio Jaime III, Johannes Zehender. Pouco depois, Jaime converteu-se, no mosteiro Cisterciense de Tennenbach, a 15 de julho de 1590, à fé Católica. O seu principal conselheiro Johann Pistorius fizera idêntica conversão dois anos antes. Esta conversão originou grande agitação na Alemanha, uma vez que Jaime foi o primeiro príncipe protestante da Alemanha a converter-se ao catolicismo após a Paz de Augsburgo, de 1555. 
De acordo com a regra cuius regio, eius religio do tratado, depois da conversão do Marquês Jaime III, o Catolicismo passou a ser a religião da Marca de Baden-Hachberg a 10 de agosto de 1590. O Papa Sixto V tinha grandes esperanças no Marquês Jaime III.

### Morte
Contudo, apenas uma semana mais tarde, o saudável Jaime III, com apenas 28 anos, morre inesperadamente. O seu cadáver foi autopsiado por 2 professores da Faculdade médica de Friburgo — procedimento muito raro no século XVI. A exacta expressão em Latim desta autópsia refere que a causa da morte foi envenenamento por arsénico (As2O3). O testamento de Jaime indica que ele pretendia ser sepultado em Baden-Baden, cidade católica. Contudo, ele acabou por ser sepultado na igreja de S. Miguel, em Pforzheim. A inscrição no seu túmulo não menciona a sua conversão ao Catolicismo.
Uma semana após a morte de Jaime III, a sua viúva, Isabel de Culemborg-Pallandt, deu à luz um filho póstumo, o herdeiro Ernesto Jaime. Ernesto Frederico, o irmão mais velho de Jaime III, tomou ilegalmente o bebé ao seu cuidado. O menino morreu após menos de nove meses, a 29 de maio de 1591. Baden-Hachberg foi, então, herdado por Ernesto Frederico, que impôs a fé luterana à região Isabel de Culemborg-Pallandt converteu-se ao Catolicismo após a morte do marido. Ernesto Frederico recusou que a cunhada permanecesse no castelo de Emmendingen, a que ela tinha direito de acordo com o testamento de Jaime.
Os acontecimentos que envolveram a morte de Jaime III ilustram a polarização em assuntos religiosos. As tensões entre religiões aumentaram, e a ambição pelo poder dos governantes alemães era muito forte. Em menos de 30 anos, essas tensões originariam a terrível Guerra dos Trinta anos.

## Casamento e descendência

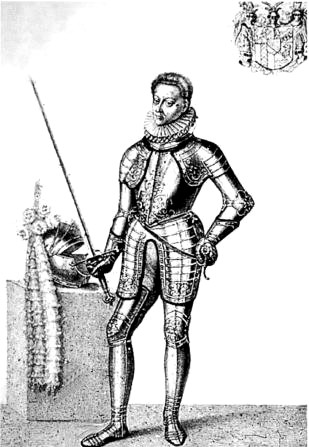
Marquês Jaime III de Baden-Hachberg

A 6 de setembro de 1584 Jaime casou com Isabel de Culemborg-Pallandt (1567-1620), filha do conde Floris I de Pallandt-Culemborg (1537–1598). Deste casamento nasceram 4 filhos:
1. Ana (Anna) (1585-1649), que em 1607 casou com o conde Wolrad IV de Waldeck-Eisenberg (1588-1640);
2. Ernesto Carlos (Ernst Karl) (1588-1588);
3. Jacobeia (Jakobäa) (1589-1625);
4. Ernesto Jaime (Ernst Jakob) (1590-1591).